# Besturn B50
La Besturn B50 est une berline lancée en 2009 sur le marché chinois. Plate-forme et son moteur de Mazda 6.